# Бучинішу-Мік
Бучинішу-Мік (рум. Bucinișu Mic) — село у повіті Олт в Румунії. Входить до складу комуни Бучинішу.
Село розташоване на відстані 156 км на захід від Бухареста, 55 км на південь від Слатіни, 55 км на південний схід від Крайови.

## Населення
За даними перепису населення 2002 року у селі проживали 452 особи, усі — румуни. Усі жителі села рідною мовою назвали румунську.